# Arnar Viðarsson
Arnar Þór Viðarsson (ur. 15 marca 1978 w Reykjavíku) – islandzki piłkarz grający na pozycji defensywnego pomocnika.

## Kariera piłkarska
Viðarsson zaczynał w islandzkim klubie Hafnarfjarðar. Zagrał tam jednak tylko 22 mecze, by podpisać umowę z belgijskim KSC Lokeren. W 1998 piłkarz przenosił się kilka razy – z powrotem do FH Hafnarfjörður, a także do Lillestrøm SK. W KSC Lokeren poza tymi drobnymi przerwami grał aż do 2006, gdzie podpisał umowę z FC Twente do roku 2009. Aktualnie Viðarsson jest zawodnikiem belgijskiego Cercle Brugge, gdzie trafił latem 2008. Podczas swych wędrówek spotkał wielu piłkarzy, takich jak np. Rúnar Kristinsson.
W reprezentacji zadebiutował w 1998 w meczu towarzyskim z RPA. Wystąpił w kadrze 52 razy i zdobył dwa gole.